# Муджа (аллигатор)
Муджа (серб. Муја; род. около 1925-1935) — американский аллигатор, живущий в белградском зоопарке. Самый старый подтвержденный аллигатор в неволе. Попав в зоопарк в 1937, Муджа пережил бомбардировки Белграда 1941 и 1944 годов, а также бомбардировки Югославии 1999.
После смерти Чабулитиса в Рижском зоопарке в Латвии в 2007, Муджа был признан Книгой рекордов Гиннеса старейшим когда-либо жившим аллигатором в неволе. В 2012 году правую лапу аллигатора пришлось ампутировать из-за гангрены. Муджа популярен в таких соцсетях, как TikTok.

## Жизнь
Муджа — Американский аллигатор, который, согласно официальному сайту зоопарка, прибыл в него 9 августа 1937 года. Согласно книге рекордов Гиннесса, дата прибытия аллигатора в зоопарк — 12 сентября 1937 года. Так как на момент прибытия возраст Муджи был неизвестен, насчёт его возраста строят много теорий. На момент прибытия, он уже был полностью зрелым, что означает, что ему было не менее 10-12 лет. Но в современных газетах, напротив, сообщалось, что аллигатору было лишь 2 года на момент прибытия. Вся документация, относящаяся к его приобретению, была утеряна во время Второй мировой войны. Это не единичный случай, так как многие зоопарки мира часто испытывают трудности с определением возраста старых аллигаторов.
Муджа пережил бомбардировки в 1941, во время вторжения в Югославию,  в ходе которых был повреждён белградский зоопарк. Позже, в 1944, Муджа пережил ещё одну бомбардировку. В годы войны, зоопарк функционировал очень сложно, а животные с трудностями переживали суровые зимы, что привело к гибели большого количества животных в период с 1941 по 1945. В 1999 аллигатор пережил ещё одну бомбардировку, в ходе которой были разрушены здания возле белградского зоопарка, в котором он содержится.
Средняя продолжительность жизни американского аллигатора составляет от 35 до 50 лет. Некоторые источники считают, что Муджа стал старейшим живущим представителем своего вида после смерти Чабулитиса в 2007, другие источники считают, что он стал старейшим живущии аллигатором после смерти в московском зоопарке в 2020 году 83-летнего Сатурна. Муджа является последним выжившим животным белградского зоопарка с 1930-х и 1940-х годов.

## Здоровье и образ жизни
Муджа проводит лето в пруду, а зимует в специальной камере, которая была отремонтирована в 2016 году и напоминает пещеру. Он питается раз в неделю, обычно съедая по 5-7 кг мяса (конины, говядины и птицы). Если его не кормят, Муджа обычно неподвижен, из-за чего некоторые посетители пугаются и спрашивают, жив ли он. По словам ветеринара зоопарка Йожефа Эзведжа, Муджа обладает хорошей степенью подвижности для аллигатора его возраста.
В феврале 2012 смотрители заметили, что аллигатор испытывает дискомфорт в правой лапе. После осмотра, ветеринары подтвердили, что у него гангрена. Позже, для продолжения жизни Муджи, лапу пришлось ампутировать. Перед ампутацией ему сделали местную анестезию и привязали к операционному столу. Операция длилась три часа.
Долголетие животного привлекло внимание пользователей соцсетей, в особенности, пользователей соцсети TikTok.